# NGC 6578
NGC 6578 est une nébuleuse planétaire située dans la constellation du Sagittaire. NGC 6578 a été découverte par l'astronome américain Edward Charles Pickering en 1882.

## Observation
Avec une magnitude visuelle apparente de 12,9, on doit utiliser un télescope dont l'ouverture est d'au moins 250 mm pour l'observer. Comme plusieurs nébuleuses planétaires découvertes par Pickering et Copeland, NGC 6578 est difficilement discernable d'une étoile ordinaire, sauf si on utilise des filtres. Une comparaison clignotante dans laquelle un filtre bloque la lumière qui n'est pas émise par le nuage gazeux de la nébuleuse est le moyen le plus adéquat pour trouver la source lumineuse qui est une nébuleuse. 

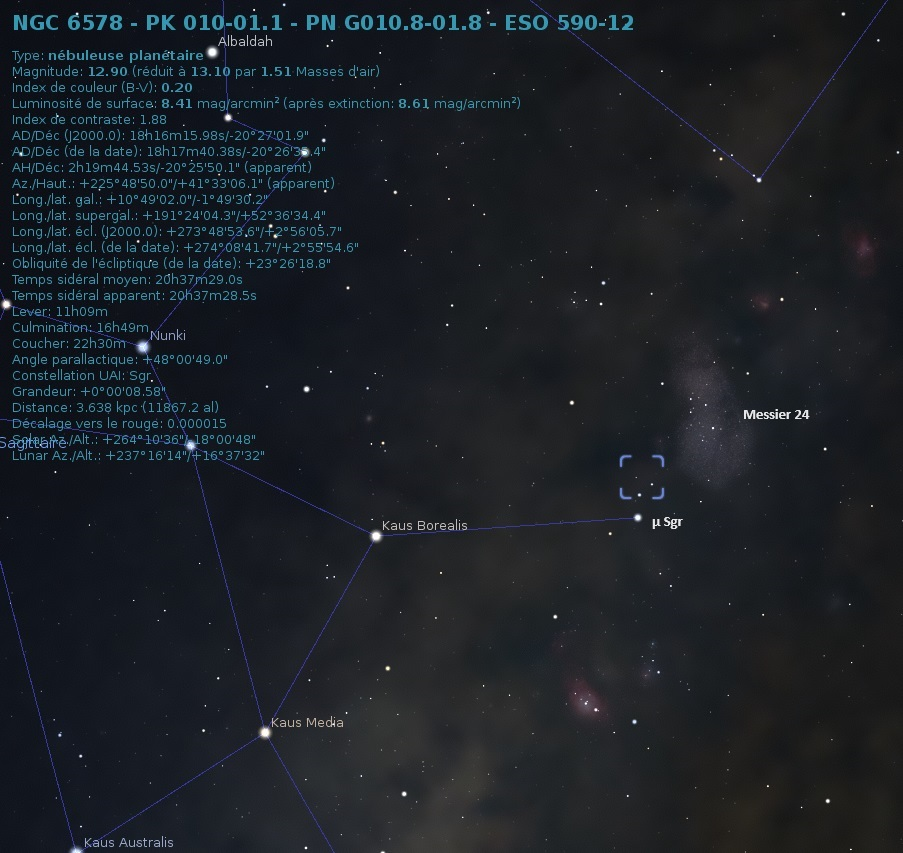
Localisation de NGC 6578 dans la constellation du Sagittaire.

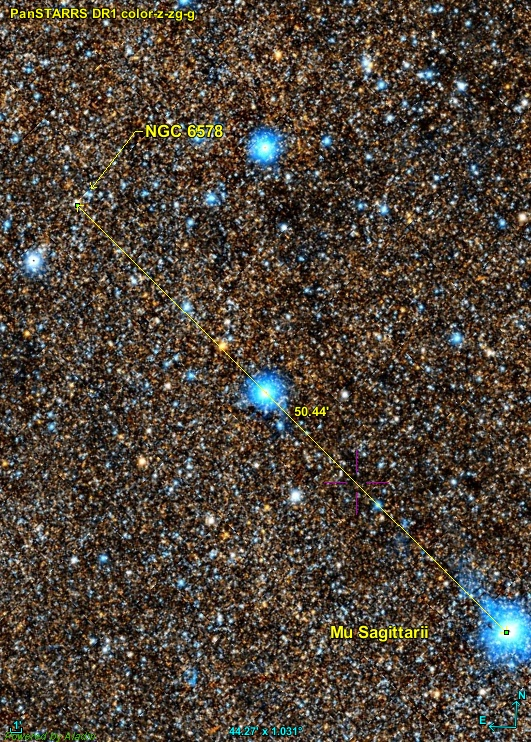
Position de NGC 6578 par rapport à Mu Sagittarii.

La nébuleuse NGC 6578 est située près de Mu Sagittarii, à seulement 50 minute d'arc au nord-est de celle-ci.

## Caractéristique

### Distance, taille et vitesse
Deux valeurs de la distance sont indiquées sur la base de données Simbad: 3,680 ± 0,736 kpc et 3 638 pc.
La taille apparente de NGC 6578 est de 0,18′. Pour une distance de 3 680 ± 736 pc (∼12 000 al), un calcul rapide montre que son envergure est d'environ 0,63 ± 0,13 al.
Une seule valeur de la vitesse est indiquée sur Simbad, soit 4,5 km/s.

### Âge
L'âge du halo de la nébuleuse serait 47 000 ans et celui de la nébuleuse interne de 7 000 ans.

### Halo
NGC 6578 est entouré d'un halo très asymétrique dont la taille est 14" × 60". Si l'on tient compte de ce halo, la taille réelle de cette nébuleuse atteint dans sa plus grande dimension 3,5 ± 0,7 al.

## Étoile centrale
Selon Corradi et ses collègues, la température de l'étoile centrale est de 64,6 kK et sa luminosité est de 3 548 {\displaystyle L_{\odot }}
Selon une publication plus récente, le spectre de l'étoile centrale de la nébuleuse est de type Wolf-Rayet. Sa température est de 63 kK. Sa luminosité est égale à 10 715 {\displaystyle L_{\odot }} (Log {\displaystyle L_{\odot }} = 4,03) et sa masse est inférieure à 0,68 {\displaystyle M_{\odot }}. Le taux de perte de masse de l'étoile est inférieur à 282 x 10–9 {\displaystyle M_{\odot }}.